# چوبیندر
چوبیندر، روستایی از توابع بخش مرکزی شهرستان قزوین در استان قزوین ایران است.
گرچه این روستا در مقایسه با روستا ها و شهر های اطرافش مثلاقبالیه قدمت و جمعیت بسیار بیشتری دارد ولی اوقافی بودن زمین‌های این منطقه مانع از پیشرفت قابل توجه این روستا شده‌ است.(ناگفته نماند مدارکی یافت شده که حاکی از آزاد بودن کل اراضی چوبیندر میباشد که مسئولین امر در حال بررسی هستند) 
از چهره‌های برجسته این شهر می‌توان اول شهدای  محل بعد آیت‌الله حاج سید محسن مؤمنی چوپیندری دکتر محمود رفیعی استاد سابق دانشگاه علامه طباطبایی و وحید شفیعی بازیکن تیم ملی فوتسال بزرگسالان جمهوری اسلامی ایران نام برد

## جمعیت
این روستا در دهستان اقبال غربی قرار دارد و براساس سرشماری مرکز آمار ایران در سال ۱۳۸۵، جمعیت آن ۸٬۰۸۳ نفر (۱٬۹۰۴خانوار) بوده است.